# Apistoneura psarochroma
Apistoneura psarochroma är en fjärilsart som beskrevs av Lajos Vári 1961. Apistoneura psarochroma ingår i släktet Apistoneura och familjen styltmalar.
Artens utbredningsområde är:
- Namibia.
- Zimbabwe.

Inga underarter finns listade i Catalogue of Life.